# یواس‌اس هادسون (۱۸۲۶)
یواس‌اس هادسون (۱۸۲۶) (به انگلیسی: USS Hudson (1826)) یک کشتی بود که طول آن ۱۷۷ فوت (۵۴ متر) بود.